# Semën Elistratov
Semën Andreevič Elistratov (in russo Семён Андреевич Елистратов?; Ufa, 3 maggio 1990) è un pattinatore di short track russo.

## Palmarès

### Olimpiadi
- 2 medaglie:
  - 1 oro (staffetta a Soči 2014);
  - 1 bronzo (1500 m a Pyeongchang 2018).

### Mondiali
- 8 medaglie:
  - 1 oro (1500 m a Mosca 2015);
  - 2 argenti (staffetta a Debrecen 2013; 3000 m a Sofia 2019);
  - 5 bronzi (500 m, 1500 m e 3000 m a Montréal 2018; classifica generale e 1000 m a Sofia 2019).

### Europei
- 38 medaglie:
  - 13 ori (staffetta a Malmö 2013; 1500 m, staffetta a Dresda 2014; staffetta a Dordrecht 2015; 1000m, 1500m, classifica generale a Soči 2016; 1500 m, 3000 m, classifica generale a Torino 2017; 1000 m a Dordrecht 2019; 3000 m e staffetta a Debrecen 2020);
  - 11 argenti (1500 m, 3000 m, staffetta a Mladá Boleslav 2012; 1000 m, classifica generale a Dresda 2014; 1500 m a Dordrecht 2015; 500 m a Soči 2016; staffetta a Torino 2017; 1000 m, 1500 m, staffetta a Dresda 2018);
  - 14 bronzi (1000 m, 3000 m a Malmö 2013; 500 m, 1000 m, 3000 m, classifica generale a Dordrecht 2015; 1000 m a Torino 2017; classifica generale a Dresda 2018; classifica generale, 1500 m e staffetta a Dordrecht 2019; classifica generale, 500 m e 1000 m a Debrecen 2020).